# Waldburg (Austria)
Waldburg è un comune austriaco di 1 351 abitanti nel distretto di Freistadt, in Alta Austria.